# Zöldsávos törperazbóra
A zöldsávos törperazbóra (Boraras brigittae) a sugarasúszójú halak (Actinopterygii) osztályába, a pontylazacalakúak (Characiformes) rendjébe és a pontyfélék (Cyprinidae) családjába tartozó faj.

## Előfordulása
Ázsia, Indonézia, Szumátra erdei patakjaiban, tőzegmocsaraiban található meg, ahol a rothadó növényi maradványoktól barna a víz színe.

## Megjelenése
Teste vörösesbarna, melynek testét a farokúszó felé kicsit keskenyedő, fekete csík fut végig. Ez a  csík a teste vége felé egyre csak szűkül.  A farokúszón  világító szemgyűrű és a hátúszójának első sugara is zöldesfekete színű. A nőstények gömbölydedebbek, a hímek kisebbek, több vörös színnel és a farokúszó tövében apró fehér foltokkal.

## Tartás
Minimum 30 literes akváriumot igényel, 40 literre 6-7 halat számoljunk. Mindenevő, természetes élőhelyén apró rovarokat és kukacokkal táplálkozik, de akváriumban megeszi a száraz tápokat is. Szereti a sűrűn benövényesített akváriumot (Ludwigia, Cryptocorine és hasonló növényeket) amin a fény csak szűrve jut át (ha sok közvetlen fény éri a halat akkor az bujdosni fog, csak etetéskor fog előbújni) Aljzatnak használjunk homokot, és tegyünk mellé néhány gyökeret vagy ágat az ikrázó hely kialakítása érdekében. Száraz tölgyleveleket tehetünk az aljzatra, rá pár kavicsot hogy az a víz alján tartsa azt, ezzel is utánozhatjuk eredeti élőhelyüket. Testhossza 2-2,5 cm. 25-28 °C,  5-7PH, 5-10NK° között legyen a víz értéke.

## Szaporodás
Tartása és tenyésztése megegyezik a Törperazbóráéval. Vízüket szűrjük keresztül tőzegen, amitől a víz enyhén savanyúvá válik. Használjunk 26-28 °C hőmérsékletű vizet. Elég a szaporításhoz egy 10-20 literes akvárium is, amit ültessünk be sűrűn  Pl: Ludwigia, Cryptocorine és hasonló növényekkel. Ha a körülmények megfelelnek a tenyészpár számára, általában 1-2 nap múlva megkezdik a párzást. Az ikrák száma meghaladhatja az 50-et, amit a növények leveleire ragasztanak. Ikrázás után a szülőket rögtön távolítsuk el különben megeszik azokat. Az ikrák 2 nap múlva kelnek ki, rögtön elúsznak. A kishalakat etessük nagyon apró poreleséggel.